# Kvalifikace na Mistrovství světa ve fotbale 2006 (UEFA) – skupina 5
Zápasy této kvalifikační skupiny na Mistrovství světa ve fotbale 2006 se konaly v letech 2004 a 2005. Ze šesti účastníků si postup na závěrečný turnaj vybojoval vítěz skupiny. Celek na druhém místě v závislosti na žebříčku týmů na druhých místech buď také přímo postoupil (v případě, že byl mezi dvěma nejlepšími), nebo hrál baráž.

## Tabulka
| Tým       | Z  | V | R | P | GV | GI | +/- | B  |
| --------- | -- | - | - | - | -- | -- | --- | -- |
| Itálie    | 10 | 7 | 2 | 1 | 17 | 8  | +9  | 23 |
| Norsko    | 10 | 5 | 3 | 2 | 12 | 7  | +5  | 18 |
| Skotsko   | 10 | 3 | 4 | 3 | 9  | 7  | +2  | 13 |
| Slovinsko | 10 | 3 | 3 | 4 | 10 | 13 | -3  | 12 |
| Bělorusko | 10 | 2 | 4 | 4 | 12 | 14 | -2  | 10 |
| Moldavsko | 10 | 1 | 2 | 7 | 5  | 16 | -11 | 5  |

## Zápasy
| 4. září 2004 20:15    |          |           |                                                                   |
| Slovinsko             | 3 – 0    | Moldavsko | Arena Petrol, Celje diváci: 3 620 rozhodčí: Jouni Hyytiä (Finsko) |
| Ačimovič 5', 27', 48' | (Report) |           | Arena Petrol, Celje diváci: 3 620 rozhodčí: Jouni Hyytiä (Finsko) |

| 4. září 2004 20:45   |          |          |                                                                             |
| Itálie               | 2 – 1    | Norsko   | Stadio Renzo Barbera, Palermo diváci: 21 463 rozhodčí: Alain Sars (Francie) |
| De Rossi 4' Toni 80' | (Report) | Carew 1' | Stadio Renzo Barbera, Palermo diváci: 21 463 rozhodčí: Alain Sars (Francie) |

| 8. září 2004 20:00 |          |           |                                                                         |
| Skotsko            | 0 – 0    | Slovinsko | Hampden Park, Glasgow diváci: 38 279 rozhodčí: Claus Bo Larsen (Dánsko) |
|                    | (Report) |           | Hampden Park, Glasgow diváci: 38 279 rozhodčí: Claus Bo Larsen (Dánsko) |

| 8. září 2004 20:00 |          |             |                                                                           |
| Norsko             | 1 – 1    | Bělorusko   | Ullevaal Stadion, Oslo diváci: 25 272 rozhodčí: Paulo Costa (Portugalsko) |
| Riseth 39'         | (Report) | Kutuzov 78' | Ullevaal Stadion, Oslo diváci: 25 272 rozhodčí: Paulo Costa (Portugalsko) |

| 8. září 2004 21:45 |          |               |                                                                                      |
| Moldavsko          | 0 – 1    | Itálie        | Stadionul Republican, Kišiněv diváci: 5 200 rozhodčí: Michal Beneš (Česká republika) |
|                    | (Report) | Del Piero 32' | Stadionul Republican, Kišiněv diváci: 5 200 rozhodčí: Michal Beneš (Česká republika) |

| 9. října 2004 15:00 |          |                    |                                                                       |
| Skotsko             | 0 – 1    | Norsko             | Hampden Park, Glasgow diváci: 51 000 rozhodčí: Paul Allaerts (Belgie) |
|                     | (Report) | Iversen 54' (pen.) | Hampden Park, Glasgow diváci: 51 000 rozhodčí: Paul Allaerts (Belgie) |

| 9. října 2004 19:00                                    |          |           |                                                                |
| Bělorusko                                              | 4 – 0    | Moldavsko | Dinamo, Minsk diváci: 21 000 rozhodčí: Selçuk Dereli (Turecko) |
| Omelyanchuk 45' Kutuzov 65' Bulyha 75' Romaschenko 91' | (Report) |           | Dinamo, Minsk diváci: 21 000 rozhodčí: Selçuk Dereli (Turecko) |

| 9. října 2004 21:00 |          |        |                                                                         |
| Slovinsko           | 1 – 0    | Itálie | Arena Petrol, Celje diváci: 9 262 rozhodčí: Frank De Bleeckere (Belgie) |
| Cesar 82'           | (Report) |        | Arena Petrol, Celje diváci: 9 262 rozhodčí: Frank De Bleeckere (Belgie) |

| 13. října 2004 19:00               |          |           |                                                                         |
| Norsko                             | 3 – 0    | Slovinsko | Ullevaal Stadion, Oslo diváci: 24 907 rozhodčí: Valentin Ivanov (Rusko) |
| Carew 7' Pedersen 60' Ødegaard 89' | (Report) |           | Ullevaal Stadion, Oslo diváci: 24 907 rozhodčí: Valentin Ivanov (Rusko) |

| 13. října 2004 21:00 |          |              |                                                                                   |
| Moldavsko            | 1 – 1    | Skotsko      | Stadionul Republican, Kišiněv diváci: 7 000 rozhodčí: Kristinn Jakobsson (Island) |
| Dadu 28'             | (Report) | Thompson 31' | Stadionul Republican, Kišiněv diváci: 7 000 rozhodčí: Kristinn Jakobsson (Island) |

| 13. října 2004 21:00                             |          |                                 |                                                                                      |
| Itálie                                           | 4 – 3    | Bělorusko                       | Stadio Ennio Tardini, Parma diváci: 19 833 rozhodčí: Carlos Megía Dávila (Španělsko) |
| Totti 26' (pen.), 74' De Rossi 32' Gilardino 86' | (Report) | Romaschenko 52', 88' Bulyha 76' | Stadio Ennio Tardini, Parma diváci: 19 833 rozhodčí: Carlos Megía Dávila (Španělsko) |

| 26. března 2005 20:45 |          |         |                                                                               |
| Itálie                | 2 – 0    | Skotsko | Stadio Giuseppe Meazza, Milán diváci: 40 745 rozhodčí: Kyros Vassaras (Řecko) |
| Pirlo 35', 84'        | (Report) |         | Stadio Giuseppe Meazza, Milán diváci: 40 745 rozhodčí: Kyros Vassaras (Řecko) |

| 30. března 2005 20:15 |          |             |                                                                               |
| Slovinsko             | 1 – 1    | Bělorusko   | Arena Petrol, Celje diváci: 6 450 rozhodčí: Khalil Al Ghamdi (Saúdská Arábie) |
| Rodić 44'             | (Report) | Kulchiy 49' | Arena Petrol, Celje diváci: 6 450 rozhodčí: Khalil Al Ghamdi (Saúdská Arábie) |

| 30. března 2005 20:45 |          |        |                                                                               |
| Moldavsko             | 0 – 0    | Norsko | Stadionul Republican, Kišiněv diváci: 5 000 rozhodčí: Florian Meyer (Německo) |
|                       | (Report) |        | Stadionul Republican, Kišiněv diváci: 5 000 rozhodčí: Florian Meyer (Německo) |

| 4. června 2005 15:00    |          |           |                                                                        |
| Skotsko                 | 2 – 0    | Moldavsko | Hampden Park, Glasgow diváci: 45 317 rozhodčí: Eric Braamhaar (Norsko) |
| Dailly 52' McFadden 88' | (Report) |           | Hampden Park, Glasgow diváci: 45 317 rozhodčí: Eric Braamhaar (Norsko) |

| 4. června 2005 20:00 |          |           |                                                                 |
| Bělorusko            | 1 – 1    | Slovinsko | Dinamo, Minsk diváci: 29 042 rozhodčí: Martin Hansson (Švédsko) |
| Belkevich 18'        | (Report) | Čeh 17'   | Dinamo, Minsk diváci: 29 042 rozhodčí: Martin Hansson (Švédsko) |

| 4. června 2005 20:30 |          |        |                                                                                    |
| Norsko               | 0 – 0    | Itálie | Ullevaal Stadion, Oslo diváci: 24 829 rozhodčí: Manuel Mejuto González (Španělsko) |
|                      | (Report) |        | Ullevaal Stadion, Oslo diváci: 24 829 rozhodčí: Manuel Mejuto González (Španělsko) |

| 8. června 2005 21:00 |          |         |                                                                           |
| Bělorusko            | 0 – 0    | Skotsko | Dinamo, Minsk diváci: 28 287 rozhodčí: Olegário Benquerença (Portugalsko) |
|                      | (Report) |         | Dinamo, Minsk diváci: 28 287 rozhodčí: Olegário Benquerença (Portugalsko) |

| 3. září 2005 17:30 |          |            |                                                                         |
| Skotsko            | 1 – 1    | Itálie     | Hampden Park, Glasgow diváci: 50 185 rozhodčí: Ľuboš Micheľ (Slovensko) |
| Miller 13'         | (Report) | Grosso 76' | Hampden Park, Glasgow diváci: 50 185 rozhodčí: Ľuboš Micheľ (Slovensko) |

| 3. září 2005 19:00 |          |           |                                                                                 |
| Moldavsko          | 2 – 0    | Bělorusko | Stadionul Republican, Kišiněv diváci: 5 000 rozhodčí: Laurent Duhamel (Francie) |
| Rogaciov 17', 49'  | (Report) |           | Stadionul Republican, Kišiněv diváci: 5 000 rozhodčí: Laurent Duhamel (Francie) |

| 3. září 2005 20:45      |          |                                       |                                                                                |
| Slovinsko               | 2 – 3    | Norsko                                | Arena Petrol, Celje diváci: 10 055 rozhodčí: Luis Medina Cantalejo (Španělsko) |
| Cimirotič 4' Žlogar 83' | (Report) | Carew 3' Lundekvam 23' Pedersen 90+2' | Arena Petrol, Celje diváci: 10 055 rozhodčí: Luis Medina Cantalejo (Španělsko) |

| 7. září 2005 19:00 |          |                 |                                                                           |
| Norsko             | 1 – 2    | Skotsko         | Ullevaal Stadion, Oslo diváci: 24 904 rozhodčí: Alain Hamer (Lucembursko) |
| Årst 89'           | (Report) | Miller 20', 30' | Ullevaal Stadion, Oslo diváci: 24 904 rozhodčí: Alain Hamer (Lucembursko) |

| 7. září 2005 20:00 |          |                                  |                                                                  |
| Bělorusko          | 1 – 4    | Itálie                           | Dinamo, Minsk diváci: 30 299 rozhodčí: René Temmink (Nizozemsko) |
| Kutuzov 4'         | (Report) | Toni 6', 13', 55' Camoranesi 45' | Dinamo, Minsk diváci: 30 299 rozhodčí: René Temmink (Nizozemsko) |

| 7. září 2005 21:15 |          |                       |                                                                             |
| Moldavsko          | 1 – 2    | Slovinsko             | Stadionul Republican, Kišiněv diváci: 7 200 rozhodčí: Yuri Baskakov (Rusko) |
| Rogaciov 31'       | (Report) | Lavrič 47' Mavrič 58' | Stadionul Republican, Kišiněv diváci: 7 200 rozhodčí: Yuri Baskakov (Rusko) |

| 8. října 2005 15:00 |          |            |                                                                       |
| Skotsko             | 0 – 1    | Bělorusko  | Hampden Park, Glasgow diváci: 51 105 rozhodčí: Zsolt Szabó (Maďarsko) |
|                     | (Report) | Kutuzov 5' | Hampden Park, Glasgow diváci: 51 105 rozhodčí: Zsolt Szabó (Maďarsko) |

| 8. října 2005 20:15 |          |           |                                                                        |
| Norsko              | 1 – 0    | Moldavsko | Ullevaal Stadion, Oslo diváci: 23 409 rozhodčí: Steve Bennett (Anglie) |
| Rushfeldt 50'       | (Report) |           | Ullevaal Stadion, Oslo diváci: 23 409 rozhodčí: Steve Bennett (Anglie) |

| 8. října 2005 21:00 |          |           |                                                                              |
| Itálie              | 1 – 0    | Slovinsko | Stadio Renzo Barbera, Palermo diváci: 19 123 rozhodčí: Éric Poulat (Francie) |
| Zaccardo 78'        | (Report) |           | Stadio Renzo Barbera, Palermo diváci: 19 123 rozhodčí: Éric Poulat (Francie) |

| 12. října 2005 20:30    |          |            |                                                                                        |
| Itálie                  | 2 – 1    | Moldavsko  | Stadio Via del Mare, Lecce diváci: 28 160 rozhodčí: Olegário Benquerença (Portugalsko) |
| Vieri 70' Gilardino 85' | (Report) | Gatcan 76' | Stadio Via del Mare, Lecce diváci: 28 160 rozhodčí: Olegário Benquerença (Portugalsko) |

| 12. října 2005 20:30 |          |                                      |                                                                       |
| Slovinsko            | 0 – 3    | Skotsko                              | Arena Petrol, Celje diváci: 9 100 rozhodčí: René Temmink (Nizozemsko) |
|                      | (Report) | Fletcher 4' McFadden 47' Hartley 84' | Arena Petrol, Celje diváci: 9 100 rozhodčí: René Temmink (Nizozemsko) |

| 12. října 2005 21:30 |          |             |                                                                         |
| Bělorusko            | 0 – 1    | Norsko      | Dinamo Stadium, Minsk diváci: 13 222 rozhodčí: Konrad Plautz (Rakousko) |
|                      | (Report) | Helstad 74' | Dinamo Stadium, Minsk diváci: 13 222 rozhodčí: Konrad Plautz (Rakousko) |

## Střelci
| Pozice | Hráč                  | Země      | Branky |
| ------ | --------------------- | --------- | ------ |
| 1      | Vitali Kutuzov        | Bělorusko | 4      |
| 1      | Luca Toni             | Itálie    | 4      |
| 3      | Maksim Romaschenko    | Bělorusko | 3      |
| 3      | Serghei Rogaciov      | Moldavsko | 3      |
| 3      | John Carew            | Norsko    | 3      |
| 3      | Kenny Miller          | Skotsko   | 3      |
| 3      | Milenko Ačimovič      | Slovinsko | 3      |
| 8      | Vital Bulyha          | Bělorusko | 2      |
| 8      | Daniele De Rossi      | Itálie    | 2      |
| 8      | Francesco Totti       | Itálie    | 2      |
| 8      | Alberto Gilardino     | Itálie    | 2      |
| 8      | Andrea Pirlo          | Itálie    | 2      |
| 8      | Morten Gamst Pedersen | Norsko    | 2      |
| 8      | James McFadden        | Skotsko   | 2      |